# Mathieu Depère
Mathieu Depère, comte, né le 10 octobre 1746 à Mézin (Lot-et-Garonne), mort le 6 décembre 1825 à Toulouse, est un homme politique français sous la Révolution, l'Empire et la Restauration.

## Biographie
Il se montre partisan de la Révolution et est nommé en 1790 vice-président de l'administration départementale du Lot-et-Garonne. Le 31 août 1791, ce département l'élit député à l'Assemblée législative, le 1er sur 9, par 228 voix sur 866 votants. 
Il siège dans la majorité, fait partie du comité des contributions et ne joue qu'un rôle secondaire. Il se tint à l'écart pendant la période de la Terreur. Le 24 vendémiaire an IV, il est élu député de Lot-et-Garonne au Conseil des Anciens par 174 voix. Il s'y mêle des discussions financières, et provoque le rétablissement de la loterie. Il devint secrétaire (7 brumaire an VII) puis président (2 germinal suivant) de cette assemblée. Réélu au même Conseil des Anciens le 27 germinal an VII, il prête tout son concours à Bonaparte au moment de son coup d'État du 18 brumaire. 
Il fait partie, le 19 brumaire, de la commission intermédiaire chargée du pouvoir législatif, et est nommée le 4 nivôse suivant membre du Sénat conservateur. Il sera fait membre de la Légion d'honneur le 9 vendémiaire an XII, puis commandeur de cet ordre le 25 prairial suivant. Il est créé comte de l'Empire le 26 avril 1808. En 1809, il est chargé d'une mission relative à l'agriculture dans les Landes.  En 1814, il vote la déchéance de l'Empereur, et est nommé le 4 juin 1814 pair de France par Louis XVIII.
Il se tient à l'écart pendant les Cent-Jours, et resta  membre de la chambre haute jusqu'à sa mort. Il vote pour la mort dans le procès du maréchal Ney, et siège parmi les monarchistes constitutionnels. 

## Titres
- Comte Depère et de l'Empire (lettres patentes du 26 avril 1808, Bayonne) ;
- Pair de France[1] :
  - Pair « à vie » par l'ordonnance du 4 juin 1814 ;
  - Comte-pair héréditaire (31 août 1817, lettres patentes du 18 février 1818) ;

## Distinctions
- Légion d'honneur[2] :
  - Légionnaire (9 vendémiaire an XII : 2 octobre 1803), puis,
  - Commandant de la Légion d'honneur (25 prairial an XII : 14 juin 1804) ;

## Armoiries
| Figure | Blasonnement |
|        | Armes du comte Depère et de l'Empire De sable au poirier d'argent arraché chargé de poires d'or, franc quartier de comte sénateur. - Livrées : sable, argent, or, bleu. Armes parlantes (Poire / poirier ⇒ Depère). |
|        | Armes du comte Depère, comte-pair héréditaire De sable au poirier d'argent arraché, fruité d'or., Armes parlantes (Poire / poirier ⇒ Depère).                                                                       |

## Sources
« Mathieu Depère », dans Adolphe Robert et Gaston Cougny, Dictionnaire des parlementaires français, Edgar Bourloton, 1889-1891 [détail de l’édition]